# Catocala hero
Catocala hero là một loài bướm đêm trong họ Erebidae.